# Rafael Iturri
Rafael Iturri, né à Pampelune (Espagne) en 1939,, est un musicien espagnol.

## Biographie
Il commence l'étude de la guitare à l'âge de 6 ans. Ses professeurs ont été Luis Sanchez Granada et Regino Sainz de la Maza. C'est au Conservatoire royal de Madrid qu'il obtient les plus hautes distinctions pour la guitare à l'âge de 17 ans. Il a ensuite suivi des master-classes avec Andrés Segovia. 
Rafael Iturri a donné de nombreux concerts et récitals dans divers pays d'Europe et notamment en Belgique où il s'est produit en soliste avec l'Orchestre national de Belgique, l'Orchestre de la philharmonie d'Anvers, le Nouvel orchestre symphonique de la R.T.B.F. et l'Orchestre de chambre de Wallonie. Il a été l'hôte de la Société philharmonique de Bruxelles ainsi que des festivals de Wallonie et de Flandre. Directeur artistique de l'a.s.b.l Printemps de la guitare, il a présidé le jury du concours international du même nom de 1988 à 2011. Il a également siégé dans le jury de nombreux concours internationaux : 
- René Bartoli, Aix-en-Provence (France) ;
- Francisco Tarrega, Benicàssim (Espagne) ;
- Michele Pittaluga, Alexandrie (Italie).

Il a réalisé plusieurs enregistrements dont un CD consacré à Villa-Lobos, chez R.G.I.P et un deuxième CD de Musique Espagnole chez Pavane Records. Rafael Iturri est professeur de guitare honoraire du Conservatoire Royal de Musique de Bruxelles.